# エルマンノ・バッツォッキ
エルマンノ・バッツォッキ（Ermanno Bazzocchi 、1914年3月27日 - 2005年7月7日）はイタリアの航空エンジニア、後にアレーニア・アエルマッキのCEOとなった。軽飛行機、MB.308や練習機、攻撃機MB.326などの設計で知られる。
トラダーテで生まれた。10代の後半でグライダーのパイロットになり、1936年に自作のグライダー、EB-1"Littore"を製作して競技会で活躍した。1938年にミラノ工科大学を卒業し、大学の助手となった。1941年に民間パイロットのライセンスを取得し、その年、ヴァレーゼのマッキに雇われ、技術主任となった。1945年から軽飛行機の開発を初め、1947年に初飛行したMB.308は成功作となり、200機近くが生産され、外国でもライセンス生産された。小型のジェット練習機、軽攻撃機、MB-326は600機以上が生産された。
2005年にボローニャ大学の航空工学の名誉学位を得た。

## 設計した機体

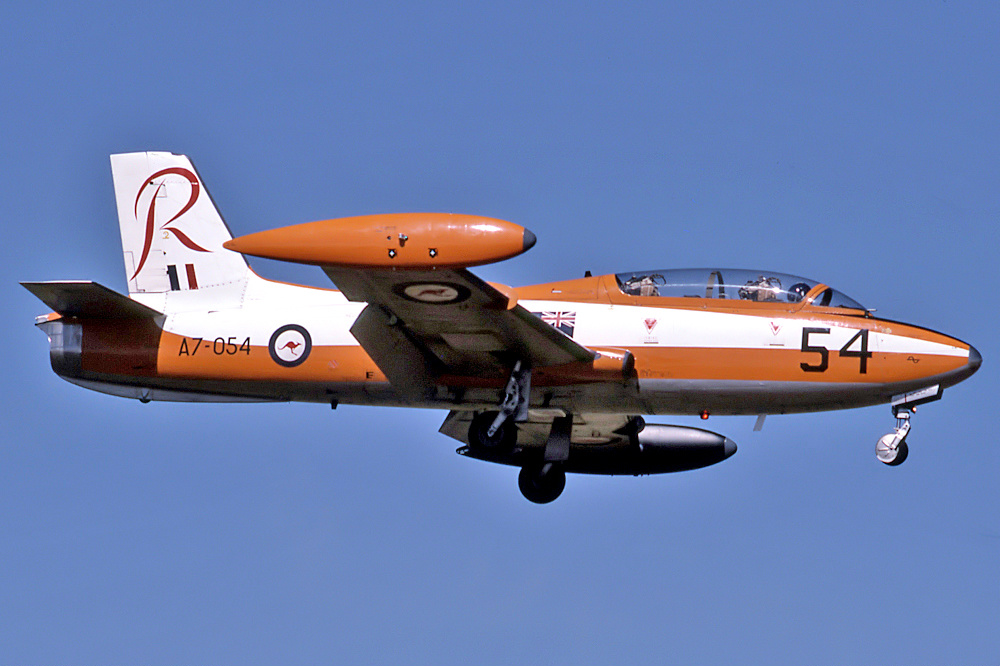
MB-326

- アエルマッキ MB-308
- アエルマッキ MB-320
- アエルマッキ MB-323
- アエルマッキ MB-326
- アエルマッキ MB-329
- アエルマッキ MB-339